# 判決 (日本法)
日本法において判決（はんけつ）とは、訴訟（民事訴訟や刑事訴訟）において、裁判所が当該事件について一定の厳重な手続を経た上で示す判断のことをいう。
裁判所以外の者が下された裁判例の内容について、単なる解説ではなくして、論ずることを、判例解説とは特に区別して判例評釈と呼ぶことがある。これはおもに法律雑誌などに掲載されている。

## 民事訴訟・行政事件訴訟における判決
（この節においては、民事訴訟法は条数のみを記載する。なお、行政事件については、行政事件訴訟法7条により、民事訴訟法の規定が準用される。）

### 直接主義
民事訴訟・行政事件訴訟の判決は、原則として口頭弁論に基づき（87条1項本文）、基本となる口頭弁論に関与した裁判官が、その内容を決定する（249条1項）。したがって、口頭弁論の終結後、裁判官が死亡・退官・転任等したが、未だ判決の内容が確定していない場合、新たな合議体が弁論を再開し、弁論の更新手続をする必要がある（249条2項）。
他方、裁判官の死亡・退官・転任等の事由が生じる前に、すでに判決の内容が確定していた場合、基本となる口頭弁論に関与していない裁判官が判決書を「代読」し、判決の言渡しをすることができる（最高裁判所昭和26年6月29日判決集民4号949頁、大審院昭和8年2月3日判決民集12巻112頁）。
なお、合議体の裁判官が死亡・退官・転任等した場合、判決書が未作成であっても、合議体での評議が成立し、判決の内容が確定していれば、元の合議体を構成する他の裁判官が、その評議の結果に基づき判決書を作成し（民事訴訟規則157条2項参照）、新たな合議体が、その判決書に基づき判決を言い渡すことになる。

### 効力の発生
民事訴訟・行政事件訴訟における判決は、判決書の原本に基づく言渡しにより効力を生じる（250条、252条）。
なお、判決言い渡しは法廷においてするが、当事者（原告、被告）が法廷にいなくとも言い渡せる（251条2項）。よって、法廷には、裁判官（長）と、書記官のみがいるということもしばしば起こっている（言い渡しの事実は、書記官が証明する）。

### 判決の種類
民事訴訟・行政事件訴訟における判決には、請求（訴訟物）に対する判断を示した本案判決と、訴えや上訴が不適法であるため訴訟物についての判断に立ち入らない訴訟判決がある。

#### 第1審の判決
- 請求認容判決
原告の請求に理由があるとして認める判決を、請求認容判決という。請求に対する判断を示した本案判決である。
原告の請求の一部に理由がある場合は、一部認容（一部棄却）判決となる。
認容判決には、被告に原告に対する給付を命じる給付判決、原告・被告間の権利・法律関係等を確認する確認判決、判決により新たな法律関係を作り出す形成判決がある。なお、給付判決の中でも、原告の被告に対する反対給付と引換えに被告に原告に対する給付を命じるものを引換給付判決という。
- 請求棄却判決
原告の請求に理由がないとして退ける判決を、請求棄却判決という。これも請求に対する判断を示した本案判決である。
取消訴訟において、処分・裁決が違法ではあるが、これを取り消すことにより公の利益に著しい障害を生ずる場合において、原告の受ける損害の程度、その程度の賠償又は防止の程度及び方法その他一切の事情を考慮した上、処分・裁決を取り消すことが公共の福祉に適合しないと認めるときは、裁判所は、主文において処分・裁決が違法であることを宣言した上で請求を棄却することができる（行政事件訴訟法31条1項）。これを事情判決という。
- 訴え却下判決
訴訟要件が欠け、訴えの提起が不適法な場合に、請求についての審理に立ち入らない判決（いわゆる「門前払い判決」）を、訴え却下判決という。請求に対する判断に立ち入らない訴訟判決である。

#### 控訴審の判決
- 控訴認容判決
控訴裁判所は、原判決が不当であるとき（305条）及び第1審の判決の手続が法律に違反したとき（306条）は、控訴に理由があるから、原判決を取り消さなければならない。控訴を認容する本案判決である。
その上で、控訴裁判所は、原則として自ら訴えに対する判断をする（自判）。
ただし、原判決が訴え却下判決であった場合は、事件を原裁判所に差し戻さなければならず（307条）、その他、第1審から審理しなおす必要があるときは原裁判所に差し戻すことができる（308条1項）。
- 控訴棄却判決
原判決が相当であって、控訴に理由がないときは、控訴を棄却する判決をする（302条）。本案判決である。
- 控訴却下判決
控訴の要件が欠け、控訴が不適法な場合は、控訴を却下する判決をする（290条）。訴訟判決である。

#### 上告審の判決
- 上告認容判決
上告裁判所は、上告理由があるときは、原判決を破棄し、原則として事件を原裁判所に差し戻す（325条1項）。上告理由がない場合であっても、判決に影響を及ぼすことが明らかな法令の違反があるときも同様である（同条2項）。
ただし、差し戻さなくても判決ができるときは、自ら裁判をする（326条）。
- 上告棄却判決
上告を理由がないと認めるときは、判決で上告を棄却する（319条）。

#### その他の判決
- 中間判決

独立した攻撃防御方法その他中間の争いについて裁判をするのに熟したとき又は請求の原因及び数額について争いがある場合における請求原因について裁判をするのに熟したときに、裁判所が下すことができる判決をいう（民事訴訟法第245条）。対立する概念は、終局判決である。

### 判決の効力
- 既判力
判決の確定により、訴訟当事者間で同一の事件を再び、争えなくなる効力。実体的確定力ともいう。
- 形成力
判決の確定により、法律関係を変動させる効力。
- 第三者効
判決の形成力が第三者にも及ぶこと。
- 拘束力
判決の内容が、当事者その他の関係者を拘束する効力。

## 刑事訴訟における判決

### 証明対象事実
刑事訴訟における証明対象事実には次のようなものがある。
- 公訴犯罪事実
犯罪事実には客観的事実のほか主観的事実（共謀者の正犯意思など）を含む[4]。
- 処罰条件たる事実
刑罰権の発生に直接かかわる事実である[5]。
- 法律上において犯罪の成立を妨げる理由となる事実
違法性阻却事由や責任阻却事由など犯罪の成立が否定されるような事由である[5]。
- 法律上において刑の加重減免の理由となる事実[5]
- 刑の酌量減軽または執行猶予の要件となる情状についての事実
量刑上の事情などである[6]。

### 効力の発生
刑事訴訟における判決は、公判廷における宣告によりなされ効力を生じる（刑事訴訟法342条、刑事訴訟規則34条）。
なお、判決書は、宣告前に作成することを要しない。また、上訴の申立てがなく、かつ、宣告から14日以内に判決書謄本の請求がないときは、公判調書の末尾に主文等を記載することで、判決書に代えることができる（刑事訴訟規則219条）。

### 判決の種類

#### 第1審の判決
申立の理由の有無についての判断に基づく裁判を実体裁判、申立の有効性についての判断に基づく裁判を形式裁判という。ただし、すべての裁判が判決の形式で行われるわけではない。
- 実体裁判
  - 有罪判決
被告事件について犯罪の証明があったときは、有罪判決をする。刑の免除をする場合を除き、判決で刑の言渡しをする（刑事訴訟法333条1項）。刑の執行猶予をする場合、保護観察に付する場合は、刑の言渡しと同時に言い渡す（同条2項）。
刑事訴訟法333条1項の「犯罪の証明があったとき」とは、訴因について合理的な疑いを容れない程度の証明と事実認定があり、かつ、認定事実に対して刑法など特定の犯罪構成要件と刑罰とを定めた法令が適用されることによって結果的に犯罪の成立が認められることをいう[8]。
なお、訴因の一部についてのみ犯罪成立の心証が得られたときは、その一部について有罪判決が出される[9]。
  - 無罪判決
被告事件が罪とならないとき、又は被告事件について犯罪の証明がないときは、無罪判決をする（同法336条）。
刑事訴訟法336条の「被告事件が罪とならないとき」とは、訴因事実の存在が実証されてもそれが犯罪を構成しない場合あるいは構成要件事実に該当しているが違法性阻却事由や責任阻却事由があり犯罪が不成立となる場合をいう[10]。また、「被告事件について犯罪の証明がないとき」とは犯罪の証明がない場合または十分でない場合をいう[10]。
- 形式裁判
  - 管轄違いの判決
被告事件が裁判所の管轄に属しないときは、管轄違いの判決をする（同法329条）。
  - 公訴棄却判決
次の場合は公訴棄却の判決をする（同法338条各号）。
    1. 被告人に対して裁判権を有しないとき（1号）
    2. 公訴取消しにより公訴棄却の決定がされて確定した後に、新たに重要な証拠を発見した場合でないにもかかわらず、同一事件について再度公訴が提起されたとき（2号）
    3. 二重起訴がされたとき（3号）
    4. 公訴提起の手続がその規定に違反したため無効であるとき（4号）

  - 免訴判決
次の場合は免訴の判決をする（同法337条各号）。
    1. 確定判決を経たとき（1号）
    2. 犯罪後の法令により刑が廃止されたとき（2号）
    3. 大赦があったとき（3号）
    4. 公訴時効が完成したとき（4号）

免訴判決は通説では形式裁判に分類されるが、一事不再理効などをめぐり実体裁判とする説もある[11]。

#### 控訴審の判決
- 破棄判決
控訴裁判所は、刑事訴訟法377条から382条及び388条に定められた控訴理由があるときは、判決で原判決を破棄する（397条1項）。これを「1項破棄」という。
控訴裁判所が、職権で、第1審判決後の情状について事実の取調べをした結果、原判決を破棄しなければ明らかに正義に反すると認めるときは、判決で原判決を破棄することができる（同条2項）。これを「2項破棄」という。
控訴裁判所は、原判決を破棄するときは、原則として原裁判所に差し戻す（破棄差戻し）。ただし、訴訟記録及び既に取り調べた証拠によって直ちに判決することができるときは、自ら判決することができる（破棄自判。同法400条）。
- 控訴棄却判決
控訴裁判所は、控訴の申立てが法令上の方式に違反するとき若しくは控訴権の消滅後にされたとき、又は控訴理由がないときは、判決で控訴を棄却する（同法395条、396条）。

## 外国判決の承認
外国の民事判決は日本国内で直ちに効力は持たない。外国判決について承認ないし執行判決を得て日本国内で効力を有することとなる。ただし、外国判決の当否につき実体審理を行うことはできず、外国の判決に至るまでの経緯の正当性のみが審理される。当該外国が、日本の裁判判決について承認すること条件となる。又、公序良俗に反する内容の判決について、承認されない。

## 日本判決の外国での承認
日本の裁判所の判決は、イギリス、米国のカリフォルニア、ニューヨーク等一部の州、カナダ等で承認審理を経て承認される。
承認を審理する外国裁判所は、原審の日本の裁判の管轄権、手続の正当性のみを審理対象とし、訴訟の内容自体についての再審を行わない。一般的に、承認を反対する被告がその立証義務を負う
。

## 判決書

### 判決書の特徴
リアリズム法学の知見を承継した法社会学の世界では、判決書・判決文の構成や内容の適切性が学問的に検証されている。日本の判決文に対する主な指摘は以下の通り。
- 不必要な美辞麗句が過剰に並べ立てられている。
- 日本語の誤用が顕著である。特に、「けだし」の意味を「なぜなら」と取り違える用法が知られ、これは既に法律家の世界での業界用語として定着している。
- 判決書は、勝訴した側を一方的かつ全面的に讃美し、敗訴した側を徹底的に貶める傾向にある。敗訴した者の尊厳を傷つけ、いたずらに心情を逆撫でする危険がある。
- 法律審のみならず事実審に関する箇所でも、当事者を見下した尊大な書き方が目立つ。法律を最も正しく知っているのは法律家だが、事実を最も正しく知っているのは当事者である。裁判官の思い描く事実こそ客観的な絶対の真実とみなす姿勢は、当事者への配慮に欠けている。
- 論理の飛躍や説明不足が多い。「○○なのは～～に照らして明らかであり」と書かれているが、どう考えても明らかではない。訴訟中に大きく争われた論点も当然のように一行で片付けられている。
- 論理に厳密になりすぎるあまり、理路整然とはしているが、結論が人情に合致しない判決が下されることがある。これとは対照的に、特定の結論を出すのを急ぐあまり、論理的に支離滅裂な文章が書かれることがある。

従来は区切れの悪い長大な一文を連ねた判決書が書かれたが、現在では法律の文章として不適切とされ、ほとんど見られなくなった。
裁判の判決は公開法廷で行われなければならない（日本国憲法第82条）。刑事裁判においては判決主文に加えて、裁判官による理由の朗読ないし理由の要旨の告知も必要的（刑事訴訟規則35条2項）であるが、民事訴訟においては裁判官の任意（民事訴訟規則第155条2項）である。なお、民事訴訟の当事者は、判決が下されたら弁護士を通じて直ちに事件の結果を報告するよう嘱託していることが多く、たいていは判決言渡しの期日に欠席する。刑事訴訟の第一審においては、被告人の判決言渡し期日における出廷が原則として必要である。
地方裁判所など下級裁判所では、判決書は裁判官が職務の一環として自ら起草する。最高裁判所では、最高裁判所調査官と呼ばれる専門の職員が、担当の裁判官から論旨の方向性を聞かされた後、ゴーストライターとして裁判官に代わって起案する。判決書の様式は形式的な箇所を除いて特に法律で定められてはいないが、起案のマニュアルは存在する。
著作権法第13条に明記されている通り、判決文に著作権は存在せず、自由に転載することができる。

### 判決書の公開
最高裁判所の判決文のうち、先例性が高いものは、最高裁判所民事判例集、最高裁判所刑事判例集に登載される（公式サイトには、登載予定の段階で公開される）。それ以外の判決で重要性の高いものは、下級審の判決も含め、そのほかの公式判例集に登載されたり（公式サイトで公開される場合もある。）、判例時報、判例タイムズなど民間の判例雑誌等に掲載される。しかし、これらの公刊物・インターネット上に掲載されない判決文については、保管機関に閲覧を請求することになる。
民事裁判の判決書については、誰でも、裁判所書記官に対し、その閲覧を請求することができ、裁判所書記官は、訴訟記録の保存または裁判所の執務に支障になるような場合以外は、その閲覧を拒むことができない（民訴法91条1項）。ただし、当該訴訟の当事者が、私生活についての重大な秘密、あるいは営業秘密が記載されているなどとして閲覧制限等を申し立て、裁判所が、申し立てを相当と認めて閲覧制限等決定をした場合は、当該訴訟の当事者以外の第三者について、判決書の一部又は全部の閲覧が制限される場合があり得る（民訴法92条1項）。
刑事裁判の判決書についても、当該事件が確定すれば、誰でも、検察官に対し、その閲覧を請求することができ、検察官は、訴訟記録の保存または裁判所もしくは検察庁の事務に支障のある場合以外は、その閲覧を許すものとされる（刑訴法52条1項、刑事確定訴訟記録法4条1項）。しかし、憲法82条ただし書に掲げる事件以外の事件の判決書については、検察官が、当該閲覧により、公の秩序又は善良の風俗が害されるおそれ、犯人の改善及び更生が著しく妨げられるおそれ、関係人の名誉又は生活の平穏が著しく害されるおそれのいずれかを認めた場合、閲覧請求者が、訴訟関係人又は閲覧につき正当な理由があると認められる者でない限り、その閲覧は制限される（刑事確定訴訟記録法4条2項）。ここでいう訴訟関係人とは、被告人、弁護人等をいい、閲覧につき正当な理由があると認められる者とは、民事訴訟など裁判手続等のため、あるいは学術研究のために閲覧が必要な者をいうとされる。裁判例には、ジャーナリストによる取材目的につき、「正当な理由」に当たらないとしたものがある（群馬県警事件）。とはいえ、訴訟記録全般の閲覧とは異なり、判決書の閲覧については、身上、前科等の記載部分が黒塗りされる場合があるものの、緩やかに認める運用がなされているといわれている。
以上のような枠組みの下、インターネット等で広く公開される判決の件数は、最高裁判決では1-2％、下級審判決では0.1％程度にとどまっている。裁判IT化の先進国としてたびたび参照されるシンガポールにおいて、法律情報の流通促進などを役割とするen:Singapore Academy of Lawが、裁判所から判決テキストの提供を受けた上で、全判決をウェブで有償公開している（言渡後3か月間は無償）こととは対照的である。そのため、特に民商事分野においては、将来的なAI利活用も視野に、判決公開件数の大幅拡大やそのための新たな制度・枠組み構築が多方面から求められており、政府において、裁判所から判決文の提供を受け、AIを用いて個人情報の匿名化をした上でデータベース化する方針が打ち出されている。

### 民事訴訟の判決書
判決書には主文、事実、理由、口頭弁論の終結の日、当事者および法定代理人、裁判所の名称を記載しなくてはならず（253条1項）、また判決をした裁判官が署名押印しなければならない（規157条1項）。
在来型の判決書は、当事者の主張を、主張立証責任の在り方に従って、請求原因、抗弁、再抗弁などと分けて摘示し、そうした事実摘示を前提として、それについて理由中で判断していた。しかしながら、東京高等・地方裁判所民事判決改善委員会と大阪高等・地方裁判所民事判決改善委員会が『民事判決書の新しい様式について』（1990(平成2)年2月）と題する小冊子を共同提言として発表すると、その後急速に実務に浸透し、現在では実務の主流であるといって差し支えなかろう。
在来型の判決書と新様式の判決書では、それぞれの長短がある。新様式の判決書では、
充実した争点整理を前提とした争点中心の審理を重視する現行民事訴訟法の理念にも沿ったものとなっているが、
その記載方式自体からは要件事実論の持つ機能が、今ひとつ明確でない憾みがある。